# 滨北铁路
滨北铁路起自黑龙江省哈尔滨市哈尔滨东站（原名三棵树站），终点为黑龙江省北安市北安站，全长325.5公里，运价里程333公里，于1929年通车，全线由哈尔滨铁路局管辖。哈尔滨东站至绥化站间为复线，自动闭塞，行车允许速度90~100公里/小时，年输送能力58.65万吨。绥化站至北安站间为单线，半自动闭塞。

## 线路概要
滨北铁路前身为呼海铁路，是黑龙江省官民合资修筑的中国自资铁路。
呼海铁路最初称为兰海铁路，因名称与兰州海州间路线相同，后改称呼海铁路。
线路南起哈尔滨松花江北岸的马船口，向北经松浦（呼兰县）、绥化至海伦县，全长222.8公里，1929年通车，单线，设车站18个，侧线73条，支线松浦至马船口路基宽度4.8米，路堑包括侧沟宽度7.8米，限制坡度为10‰，曲线为二度，即每弦长20米，其中心角度为二度（约合572米）。钢轨为40公斤/米和32公斤/米。轨距1435毫米，行车速度40公里/小时，桥梁皆为木造，电气路签闭塞，信号为臂板式。呼海铁路共修建木桥、涵100座，2228延长米。桥长20米以上的有20座，1796延长米。呼兰河第一号桥最长，全长417米。呼兰河第二号桥次之，全长254米。涵渠39座，80延长米。
滨北线海伦——北安站间铁路是满洲国时期修建的海（伦）克（山）铁路的南段。呼海铁路修建的木桥、涵自1929年起开始改建。满洲国时期继续改建，于1934年完成永久性桥梁30座，1823延长米。海克铁路所建木桥、涵，1933年6月一10月改建17座，其中加固木桥12座，300延长米；钢筋混凝土桥5座，406延长米。
1985年滨北线共有桥梁43座，4109延长米，涵渠138座，2555延长米。
哈尔滨东一绥化站间地势平坦。绥化——海伦站间为丘陵地带，海伦——北安站间为波状起伏台地。区段内有松花江、呼兰河、泥河、克音河、通肯河及乌裕尔河等大小河流。

## 历史
由于呼兰到海伦之间土脉肥沃、物产丰饶，修建铁路“不仅于江省实业前途大有裨益，其关系于我国东陲边防重务尤为切要”，清末民初屡有在此筑路之议。日本曾试图介入拟议中的滨黑铁路（哈尔滨至黑河）计划， 未遂。日本为避免该路成为中东铁路的支线，极力阻止该路修成5呎轨距。
1910年春，黑龙江省谘议局提议招股筹修兰海铁路，路线以呼兰县境内马家船口即哈尔滨对岸为起点，经呼兰、绥化至海伦为终点，长420里，估计用款600万两，官商各半。黑龙江行省公署咨商度支部，拟借大清银行款100万两，仅获准借数十万两并须与该行确商，因此未能实行。之后，黑龙江行省公署核准将广信公司浮存款三十万两拨作优先股。12月，成立黑龙江官商合办兰海铁路股份有限公司，拟定招股简章七十四条，计划“共集股本江平银五百万两”，“只招华股不招洋股”，并在呼兰、绥化、巴彦、馀庆、兰西、木兰、大通、黑河、哈尔滨等地设立经理招股处，作为汇收股款、招待股东及召开名誉董事会议的场所。
1911年2月，黑龙江行省公署设立兰海铁路筹办处，选派名誉董事管理招股事宜。适逢鼠疫流行，粮食歉收，加上武昌起义，时局不稳，致使“官款既筹措维艰，商款尤难凑集，开办无期”。当年9月，黑龙江行省公署不得已将筹办处暂行裁撤，取消了铁路公司，官商合办之议未能实现。1912年（民国元年）11月，黑龙江临时省议会重提前议，提出先修呼兰首段，以广信公司存款作股，再分段修建。
1922年，俄国商人萨洛满谢结斯、协满谢结斯兄弟二人提出完全出资包修呼海铁路，4月17日，黑龙江省政府代表与其签订了《黑龙江省官督商办呼海铁路合同》及申明书，条款约定“呼海铁路官督商办期间以廿八年为限”，“二十八年期满，所有铁路及一切附属财产由江省政府以无代价完全收回”，自铁路通车到官督商办期满之前，“每年进款除开支外所获纯利作为十成，官得三成，商得七成”，如年纯利在三百万元以上，则统按四六分摊。黑龙江省公署咨请交通部核准，遭到拒却。
1925年，中东铁路实行中苏共管后，经再三筹议，黑龙江省督办兼省长吴俊升等人提出筹资兴建呼海铁路（呼兰——海伦）的意见书及章程。奉镇威上将军公署指令：“仰即督饬认真经理，务期依限开工，务底于成，本上将军（张作霖）有厚望焉”。9月，组建官商合办呼海铁路股份有限公司，成立呼海铁路工程局。
呼海铁路分为两段施工：第一段松浦——绥化站间及马船口支线，1925年10月26日开工。由于承包公司（中东铁路管理局局长敖斯特罗莫夫开办的如意公司）在冬季施工中，采取先铺轨后填冻土的办法，以至在翌年春融时路基塌陷，造成兴隆镇——绥化站间不能通车。
1927年8月，呼海铁路有限公司将工程收回自办。
1927年11月1日，兴隆镇——绥化站间线路修复通车。
1928年3月15日，第二段绥化——海伦站间铁路开工。
1928年7月间，绥海段土方工程分为6个工区，承包人有王香九、中华兴业公司、衡复兴、华北公司、中兴公司、金记公司、复新公司，作业人数3122人。呼海铁路初为官商合办，股本为现大洋1000万元，官商各半。官股由省政府拨款，商股由齐齐哈尔广信公司垫付。后因商股不多，改为官办。
1928年12月6日绥化——海伦站间铁路竣工。
1929年7月1日10时，呼海铁路局在哈尔滨松花江北岸松浦镇马船口站举行通车典礼。
1932年6月南满洲铁道株式会社开始边勘测、边设计、边施工海伦至北安延伸段。
1932年12月海伦至北安延伸段开通。
1933年3月，呼海铁路划归南满洲铁道株式会社管辖，后与松花江铁路桥接轨，纳入滨北（哈尔滨——北安）铁路网。
中华人民共和国建国后，全线改称滨北铁路。
1950年成立中长铁路后，滨北线属齐齐哈尔铁路局管辖。1954年10月齐齐哈尔铁路局对绥佳线进行技术改造。1957年2月完成哈尔滨东（三棵树）——绥化站间复线插入段改造工程。1957年滨北线又划归哈局。
1958年滨北、绥佳线哈绥南段技术改造工程初步设计，滨北线12km628m方家店桥旧线原有8－20米上承板梁桥，平时无水，洪水时由于松花江溢流通过桥孔，反而增加线路威胁。江北联络线初步设计时，经苏联专家建议，并经铁道部鉴定委员会审查同意予以填塞。
1962年，滨北铁路复线改造完成。
2005年，滨北线横跨松花江的濱北大橋病害严重，被认定为危桥，上层公路桥于2006年封闭，下层铁路桥采取限速、限重运营。
2008年12月3日，哈尔滨市松北区滨北铁路立交桥正式建成通车。该立交桥交三环路于滨北线新松浦站与北松浦站中间处。
2014年4月13日3时17分，由黑河开往哈尔滨的K7034次列车在离海伦站6公里的绥北线海伦至东边井区间发生脱线事故。12节车厢中5节脱轨，其中3节整体侧翻。车上410位乘客中15位受轻伤，其余旅客被转移安置。事故原因为人為破壞，一根12.5米長的鋼軌被人卸下。滨北线绥化至北安段属于单线半自动闭塞线路，并没有轨道电路，所以拆除铁轨并不会产生红光带。
該案發生后，哈爾濱鐵路檢察機關第一時間介入。2014年11月27日，犯罪嫌疑人吴某某因破坏交通设施罪，被哈尔滨铁路运输中级法院一审判处有期徒刑十五年，剝奪政治權利3年，賠償哈爾濱鐵路局413萬余元。
2016年10月30日，新建于濱北大橋东侧的滨北线松花江公铁两用桥铁路桥通车，濱北大橋停用。

## 事故
1996年2月1日，济南东站到佳木斯站的193次直通旅客快车驶出哈尔滨站，行驶在滨北铁路上，当班乘务员张某准备为12号车厢的锅炉加煤，但他发现此时锅炉处被一名老年女性乘客占据，张某对该名乘客说他现在要对锅炉加煤，所以请她进车厢里去，但是该老年女乘客拒绝让位，还对张某出言不逊，张某忍无可忍将这名老年女乘客强行拽离，然后为锅炉加煤，但是在加煤完成后不久，该老年女乘客捂着胸口倒在地上，大惊失色的张某当即通知列车长，列车长指令将女乘客转移到条件较好的餐车，随后通过列车广播呼叫具有行医资格的乘客来餐车诊断，医生看其症状初步诊断她为心脏病突发，经过紧急处理，情况稍有稳定，随后193次列车在当日上午6时44分在绥佳铁路南岔站停车时，该名女乘客被送下列车，随后被等候在站台上的、预先接到通知的医护人员接手送往医院抢救，但最终，该名老年女乘客还是因抢救无效死亡，该事故构成一起铁路旅客伤亡一般事故，经过法院调查，最终认定这起事故是因为乘务员张某粗暴对待乘客，间接导致该名老年乘客心脏病复发所导致的死亡事故，事故责任被列为哈尔滨铁路局哈尔滨客运段全部责任，事故直接责任人张某被处以开除路籍、留路察看一年的处分，哈尔滨客运段段长、党委书记、分管副段长、车队队长、支部书记、当班列车长等负有领导责任的责任人也都受到了通报批评至行政记过的处分，另外，哈尔滨铁路局向死亡的老年女乘客家属支付了12万元的赔偿金作为经济赔偿。